# Windows Package Manager
A Windows Package Manager (más néven winget) egy ingyenes és nyílt forráskódú csomagkezelő, amelyet a Microsoft tervezett a Windows 10 rendszerhez. Ez egy parancssori segédprogramból és az alkalmazások telepítéséhez szükséges szolgáltatásokból áll. Független szoftvergyártók terjesztési csatornaként használhatják szoftvercsomagjaikhoz.

## Történet
A Windows Package Managert először a Microsoft Build fejlesztői konferenciáján jelentették be 2020 májusában.
Mielőtt a Windows Package Manager fejlesztéséről döntött, a mögötte álló csapat feltárta a Chocolatey, a Scoop, a Ninite, az AppGet, a Npackd és a PowerShell alapú OneGet programot. A winget bejelentése után Keivan Beigi, az AppGet fejlesztője azt állította hogy a Microsoft 2019 decemberében interjút készített vele az AppGet megszerzésének és a Beigi alkalmazásának a színlelése alatt. Miután beszélt Beigivel, a Microsoft állítólag abbahagyta a kommunikációt vele, amíg egy nappal a winget indítása előtt megerősítették, hogy nem veszik fel. Beigi meg volt döbbenve, hogy a Microsoft nem ismerte el az AppGet felhasználását. A winget kiadása miatt Beigi bejelentette, hogy az AppGet támogatása 2020 augusztusában megszűnik. A Microsoft egy blogbejegyzéssel válaszolt, amelyben leírták, hogy a winget számos funkcióját az AppGet által ihletve készítették el.
A Microsoft 2021. május 27-én adta ki a Windows Package Manager 1.0 verzióját. A Microsoft közösségi adattára több mint 1400 csomagot tartalmazott abban az időpontban.

## Áttekintés
A winget eszköz támogatja az EXE, MSIX és MSI alapú telepítőket. A nyilvános Windows Package Manager közösségi adattár YAML formátumban tárolja a támogatott alkalmazások jegyzékfájljait. 2020 szeptemberében a Microsoft hozzáadta az alkalmazások telepítésének Microsoft Áruházból való lehetőségét és egy parancs automatikus kiegészítési funkciót.
Annak csökkentése érdekében, hogy a rosszindulatú szoftverek eljuthassanak az adattárba és a célgépre, a Windows Package Manager a Microsoft SmartScreen technológiát, a statikus elemzési, az SHA256 hash validálás és egyéb folyamatokat használja.
A winget kliens forráskódját és a közösségi jegyzéktárat az MIT Licenc alapján licencelik, és a GitHub tárolja.

### Parancsok
| Parancs   | Leírás                                                    |
| --------- | --------------------------------------------------------- |
| export    | Exportálja a telepített alkalmazások listáját             |
| features  | A kísérleti funkciók állapotának megjelenítése            |
| hash      | A telepítő fájlok hash értékét jeleníti meg               |
| import    | Telepítse az összes alkalmazást egy listából              |
| install   | Telepítse az adott alkalmazást                            |
| list      | A telepített alkalmazások megjelenítése                   |
| show      | Információk megjelenítése az adott alkalmazásról          |
| search    | Alkalmazások keresése és alapinformációinak megjelenítése |
| settings  | A winget konfigurációs beállításainak megnyitása          |
| source    | Alkalmazás-források kezelése                              |
| upgrade   | Frissíti az adott alkalmazást                             |
| uninstall | Távolítsa el az adott alkalmazást                         |
| validate  | Ellenőrizze a jegyzékfájlt                                |

### Példa
Az alábbi példa keresi és telepíti a Visual Studio Code nevű nyílt forráskódú kódszerkesztőt a Microsoft részéről.
```
winget
 
install
 
vscode

```

## Fordítás
Ez a szócikk részben vagy egészben  a   Windows Package Manager című angol Wikipédia-szócikk ezen változatának fordításán alapul.  Az eredeti cikk szerkesztőit annak laptörténete sorolja fel. Ez a jelzés csupán a megfogalmazás eredetét és a szerzői jogokat jelzi, nem szolgál a cikkben szereplő információk forrásmegjelöléseként.